# La Piedad de Cabadas
La Piedad de Cabadas, oft kurz La Piedad, ist mit 83.323 Einwohnern (Zensus 2010) die siebtgrößte Stadt im mexikanischen Bundesstaat Michoacán. Die Stadt ist Verwaltungssitz des Municipio La Piedad.
Die Stadt wurde bereits von den Azteken gegründet und 1530 von den spanischen Invasoren erobert, die ihr zunächst den Namen San Sebastián Aramutarillo gaben. Als die Siedlung 1871 Stadtstatus erhielt, bekam sie ihren heutigen Namen: La Piedad de Cabadas. „La Piedad“ bedeutet „Die Frömmigkeit“ und der Zusatz wurde zu Ehren des Priesters José Cabadas Corzo vergeben. Auch die bereits in den Jahren 1832–33 errichtete Cabadas-Brücke, die die Bundesstaaten Michoacán und Guanajuato über den Fluss Lerma miteinander verbindet, ist diesem Priester geweiht. La Piedad befindet sich etwa 500 km westnordwestlich von Mexiko-Stadt und rund 190 km nordwestlich von Morelia, der Hauptstadt des Bundesstaates Michoacán. 
La Piedad ist ein Drehkreuz der landwirtschaftlichen Erzeugnisse der Umgebung, etwa für Mais und Viehzucht, zudem sind Betriebe der Textilindustrie ansässig. Eine der hiesigen Spezialitäten sind Schweinshaxen mit Essigsoße.
Sportliches Aushängeschild der Stadt ist der CF La Piedad, der immerhin schon zwei Spielzeiten in der Primera División, der höchsten mexikanischen Fußball-Liga verbracht hat.

## Söhne und Töchter der Stadt
- Mariano Silva y Aceves (1887–1937), Jurist, Autor und Rektor der Universidad Nacional de México (UNM)
- Carlos Alvarado Lang (1905–1961), Grafiker
- Miguel Patiño Velázquez (1938–2019), römisch-katholischer Ordensgeistlicher, Bischof von Apatzingán
- Catarino Tafoya (1940–2012), Fußballspieler
- Juan Espinoza Jiménez (* 1966), römisch-katholischer Geistlicher, Bischof von Aguascalientes
- Roberto Hernández Ayala (* 1967), Fußballtrainer und -spieler
- Ramón Morales (* 1975), Fußballspieler